# Sara Coleridge

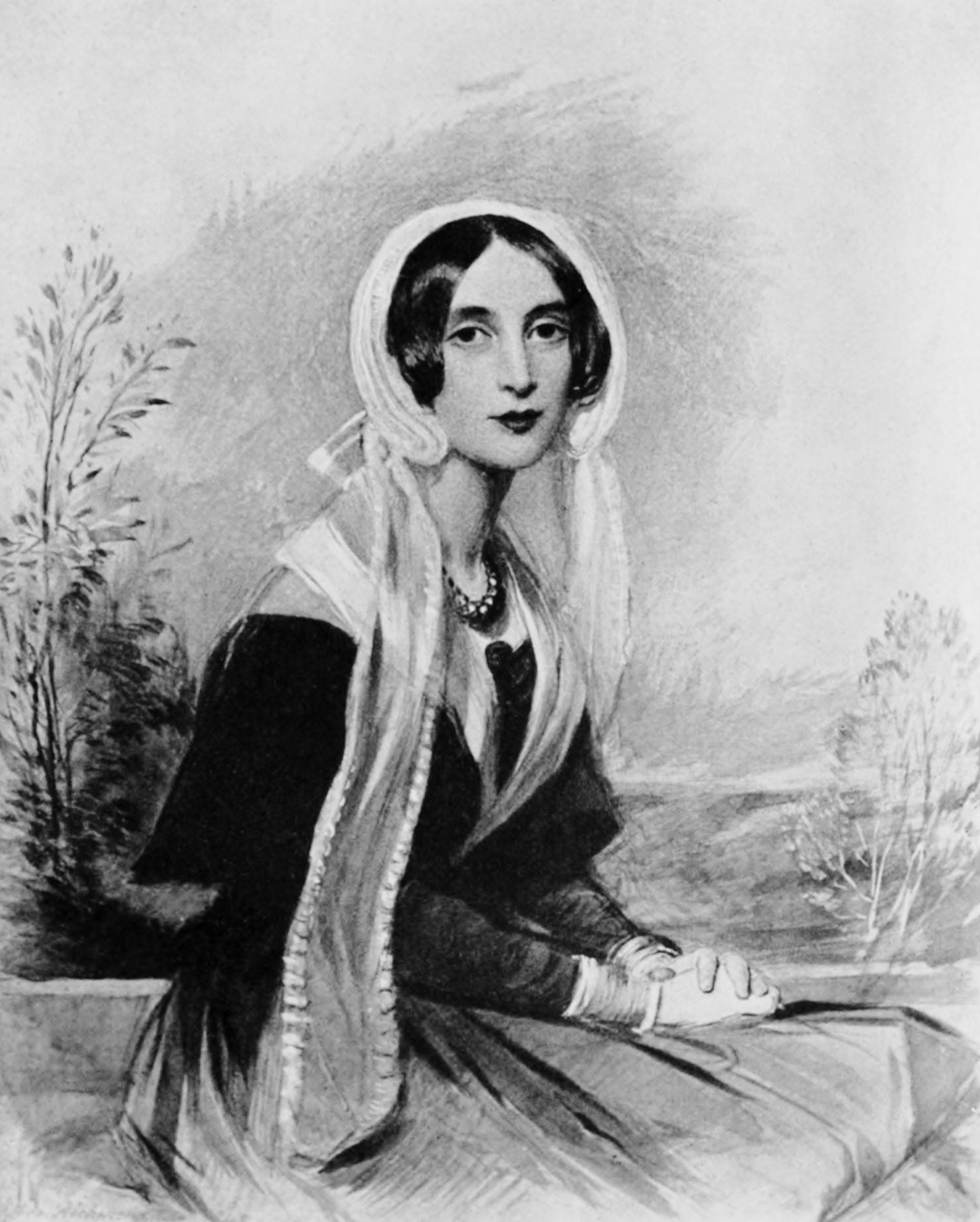
Sara Coleridge

Sara Coleridge (* 22. Dezember 1802 in Greta Hall bei Keswick, Cumberland; † 3. Mai 1852 in London) war eine englische Schriftstellerin und Übersetzerin.

## Leben und Werk
Sara Coleridge war das vierte Kind und die einzige Tochter des englischen Dichters Samuel Taylor Coleridge und seiner Gattin Sarah Fricker. Sie wuchs in der ihrem Vater befreundeten Familie Robert Southeys auf. Ihr Vater war während ihrer Kindheit selten zu Hause und sie sah ihn von 1812 bis 1822 überhaupt nicht; stattdessen wurde sie damals von Robert Southey stark beeinflusst. Unter dessen Anleitung und mit Hilfe von dessen umfangreicher Bibliothek las sie wichtige Werke der klassischen griechischen und lateinischen Literatur; auch eignete sie sich eine gründliche Kenntnis neuerer Sprachen wie Französisch, Deutsch, Italienisch und Spanisch an. Nach 1822 hatte sie wieder verstärkten Kontakt zu ihrem Vater. Früh betätigte sie sich als Übersetzerin, z. B. An Account of the Abipones, an Equestrian People of Paraguay (aus dem Lateinischen des Martin Dobrizhoffer, 3 Bde., 1822) und Memoirs of the Chevalier Bayard (aus dem Französischen des 16. Jahrhunderts, 1825).
Nach siebenjähriger Verlobungszeit heiratete Sara Coleridge im September 1829 in der Crosthwaite Church in Keswick ihren Vetter Henry Nelson Coleridge (1798–1843), den jüngeren Sohn von Captain James Coleridge. Ihr Gatte war damals als Anwalt in London tätig. Die ersten acht Ehejahre verbrachte das Paar in einem kleinen Haus in Hampstead. Vier Kinder gingen aus der Ehe hervor, von denen nur zwei, Herbert (1830–1861) und Edith, das Erwachsenenalter erreichten.
Ursprünglich zur Unterweisung ihrer eigenen Kinder gedacht, schrieb Sara Coleridge Pretty Lessons in Verse for Good Children; with some Lessons in Latin in Easy Rhyme (1834, 6. Auflage 1874), welches Werk sehr populär wurde. 1837 zog sie mit ihrem Gatten in eine Unterkunft am Chester Place, Regent’s Park. Im gleichen Jahr verfasste sie das reizvolle poetische Feenmärchen Phantasmion (1837; neue Ausgabe von Lord Coleridge, 1874), in das zahlreiche Gedichte eingefügt waren. Die in Phantasmion enthaltenen lyrischen Gesänge wurden seinerzeit von Leigh Hunt und anderen Kritikern gelobt. Einige von ihnen wie Sylvan Stay und One Face Alone sind sehr melodiös.
Nach dem Tod ihres Gatten 1843 übernahm Sara Coleridge die noch nicht vollendete Aufgabe, die Werke ihres Vaters herauszugeben. Sie fügte diesen auch eigene Erörterungen bei, so u. a. ihren Essay on Rationalism, with a special application to the Doctrine of Baptismal Regeneration als Anhang zur 5. Auflage von Aids to Reflection (1843), ein Vorwort zu den Essays on His Own Times, by Samuel Taylor Coleridge sowie ein biographisches Supplement und ausführliche Anmerkungen zur 2. Auflage der Biographia Literaria (1847).
Während ihrer letzten Lebensjahre war Sara Coleridge chronisch krank. Kurz bevor sie am 3. Mai 1852 im Alter von 49 Jahren in London an Brustkrebs starb, schrieb sie noch eine kleine Autobiographie für ihre Tochter. Allerdings reichen diese Lebenserinnerungen nur bis zu ihrem neunten Lebensjahr; sie wurden von ihrer Tochter Edith fertiggestellt und zusammen mit einigen ihrer Briefe als Memoirs and letters of Sara Coleridge herausgegeben (2 Bde., London 1873).